# Buckingham Park
Buckingham Park – podmiejska dzielnica mieszkalna granicząca z północno-zachodnim krańcem miasta Aylesbury, w dystrykcie (unitary authority) Buckinghamshire, w Buckinghamshire, w Anglii. Jest to także civil parish, która (w 2011 r.) liczy 1748 mieszkańców.